# George Heslop
George Heslop, all'anagrafe George Wilson Heslop (1º luglio 1940 – 17 settembre 2006), è stato un calciatore inglese, di ruolo difensore.

## Carriera
Ha disputato 152 incontri della massima serie inglese, prevalentemente con la maglia del Manchester City con cui ha vinto da titolare, fra il 1968 e il 1970, un'edizione del campionato, della FA Cup e della Coppa delle Coppe. 

## Palmarès

### Competizioni nazionali
- Campionato inglese: 2

Everton: 1962-1963
Manchester City: 1967-1968
- Coppa d'Inghilterra: 1

Manchester City: 1968-1969
- Charity Shield: 2

Everton: 1963
Manchester City: 1968
- Coppa di Lega inglese: 1

Manchester City: 1969-1970

### Competizioni internazionali
- Coppa delle Coppe: 1

Manchester City: 1969-1970